# Blohm & Voss BV 238
Blohm & Voss BV 238 — німецький летючий човен періоду Другої світової війни, виробництва верфі «Blohm & Voss» GmbH. Виготовлено в одному екземплярі. Уведений в експлуатацію у 1944, BV 238 був найважчим літальним апаратом зі створених на той час та за іронією долі став найбільшим з літаків знищених під час війни. BV 238 V1 (індекс «V1» — перший прототип, варіант), проєктувався як багатоцільовий важкий летючий човен для здійснення дальньої морської розвідки, транспортних перевезень, а також як бомбардувальник. У бойових діях участі не брав.

## Історія створення та експлуатації

Ріхард Фогт — розробник літака

Літак створено головним інженером відділу повітряних суден «Blohm & Voss» конструктором Ріхардом Фогтом (нім. Richard Vogt, 1894—1979).
Восени 1941 «Blohm & Voss» отримало від Рейхсміністерства авіації Третього Рейху замовлення на виготовлення трьох літаків А-серії з двигунами Daimler-Benz DB 603 та один літак Б-серії з двигунами BMW 801. Спершу планувалося встановити чотири двигуни фірми «Юнкерс» Jumo 223 загальною потужністю 10 000 к. с., але у червні 1941 з'ясувалося, що ці двигуни взагалі вироблятися не будуть. Конструктори вимушені були переробити проєкт під застосування шістьох двигунів, в результаті чого, розміри літака було збільшено. Довжина, за проєктом, збільшилися до 45,50 м, розмах крил став 57,80 м, а площа крила — 336 м². Пізніше, після внесення змін в розміщенні місць бортових стрільців, довжина літака змінилася та стала 43,36 м, а розмах крил — 60,17 м.
Будівництво розпочато у 1942, закінчено у січні 1944. Вперше літак піднявся у повітря 11 березня 1944. Випробував машину головний льотчик-випробувач Гельмут Вааса Родіг (нім. Helmut Wasa Rodig). BV 238 був найважчим літаком піднятим у повітря під час Другої світової війни. Будівництво двох інших, дещо модифікованих екземплярів з розмахом крил 60,17 м під індексами V2 і V3, так і не змогли завершити, збудувавши, відповідно на 80 та 60 відсотків.
Літак (бортовий № RO+EZ) базувався та обслуговувався на добре замаскованій стоянці на озері Шальзеє (нім. Schaalsee), на схід від Гамбурга. Є відомості про приналежність BV 238 до ескадри Люфтваффе Kampfgeschwader 200 (KG 200), що проводила спеціальні операції: розвідувально-диверсійні рейди на великі відстані, випробування нових та трофейних апаратів.
6 квітня 1945 летючий човен зазнав раптового нападу шістьох винищувачів-бомбардувальників P-51 Mustang з 361 винищувальної авіагрупи (англ. 361st Fighter Group) ВПС США та після отриманих ушкоджень затонув. Пілоти американських винищувачів довгий час помилково вважали, що знищили інший німецький важкий летючий човен — Blohm & Voss BV 222 Wiking.

### Дослідна летюча модель FGP 227
Зовнішнє зображення [Архівовано 4 березня 2016 у Wayback Machine.]
Для проведення дослідних випробувань, празька фірма «Flugtechnische Fertigungsgemeinschaft GmbH» на початку 1944, виготовила велику модель BV 238 в масштабі 1:3,75 під індексом FGP 227. Літак (бортовий № BQ+UZ) був наземного базування, мав допоміжне шасі з 10 невеликих коліс з шинами низького тиску. Матеріал — деревина. Силова установка складалася з шістьох двотактних двигунів повітряного охолодження ILO-F-12/400 потужністю 21 к. с. Порожня вага була 1250 кг, злітна — 1640 кг. Екіпаж складався з двох чоловік. Розміри: розмах крил 15,3 м, довжина 12 м, площа крила 23,5 м². Свій перший політ FGP 227 здійснив у Травемюнде (нім. Travemünde) у вересні 1944, але через відмову всіх шістьох двигунів (одночасно припинилася подача палива) літак здійснив вимушену посадку, зазнавши при цьому ушкодження. Після цього були ще невдалі польоти. Наприкінці війни модель дісталася союзникам, відправлена на дослідження в Філекстоу та у підсумку пішла на злам.

## Опис летючого човна
Корпус судна мав дві палуби (рівня), не рахуючи допоміжний простір під нижньою палубою. В носовій частині знаходилися розпашні дверцята люка, що відкривав доступ безпосередньо до нижньої палуби. В крилах були зроблені лази для доступу до двигунів під час польоту. Конструкція фюзеляжу, центроплану, консолей та крил суцільнометалева з обшивкою з корозійностійкого сплаву. Система управління була частково ручна, частково на сервоприводах.

## Тактико-технічні дані

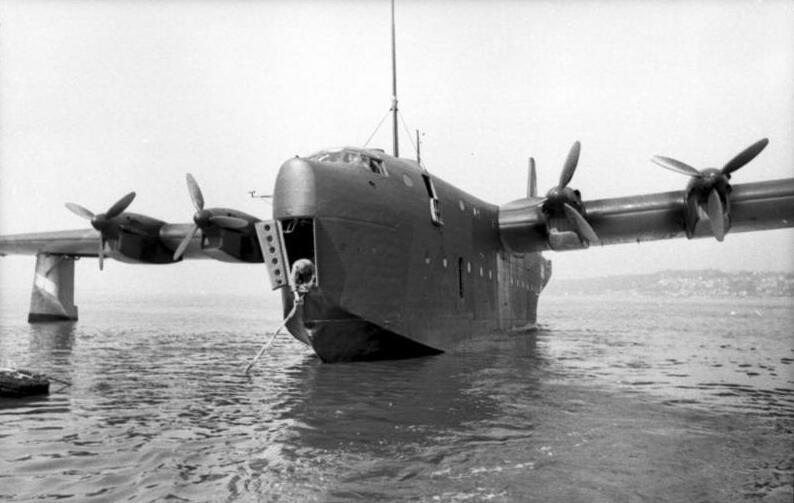
Дверцята люка в носовій частині

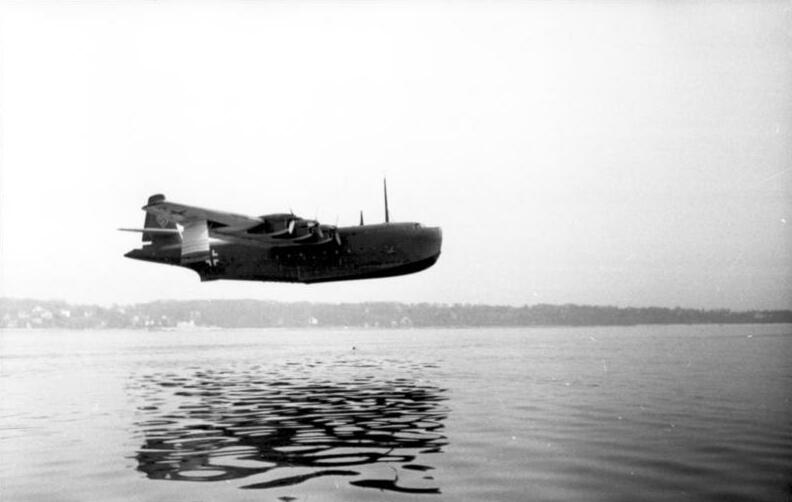
Політ над озером, середина 1944

### Льотні характеристики
- Максимальна швидкість: 425 км/г на висоті 6000 м
- Крейсерська швидкість: 356 км/г на висоті 6000 м[2]
- Крейсерська швидкість біля поверхні води: 320 км/г
- Посадкова швидкість: 143 км/г
- Практична стеля: 8000 м
- Швидкопідйомність: 2,08 м/с
- Час набору висоти: 
• 1000 м за 8 хв
• 3000 м за 22,6 хв
- Максимальне навантаження на крило: 258,4 кг/м²
- Енергоозброєність: 8,98 кг/к.с (11,8 кг/кВт)
- Максимальна дальність польоту: 7200 км

### Технічні характеристики
- Екіпаж: 10—12 чоловік
- Пасажиромісткість : 150 озброєних вояків при повному спорядженні
- Довжина: 43,36 м
- Висота максимальна: 13,40 м
- Розмах крил: 60,17 м
- Площа крила: 362,00 м²
- Вага порожнього: 50 800 кг[5]
- Нормальна злітна вага: 90 100 кг[2]
- Максимальна злітна вага: 100 000 кг[2]
- Маса корисного навантаження: 18 000 кг
- Двигуни: шість (по три на кожному крилі) Daimler-Benz DB 603G
- Максимальна сумарна потужність двигунів: 11 400 к.с. 6×1900 к.с. (1397 кВт)
- Об'єм палива: 25 810 літрів у восьми ємностях[4]
- Об'єм мастила: 660 літрів

## Двигуни Daimler-Benz DB 603G

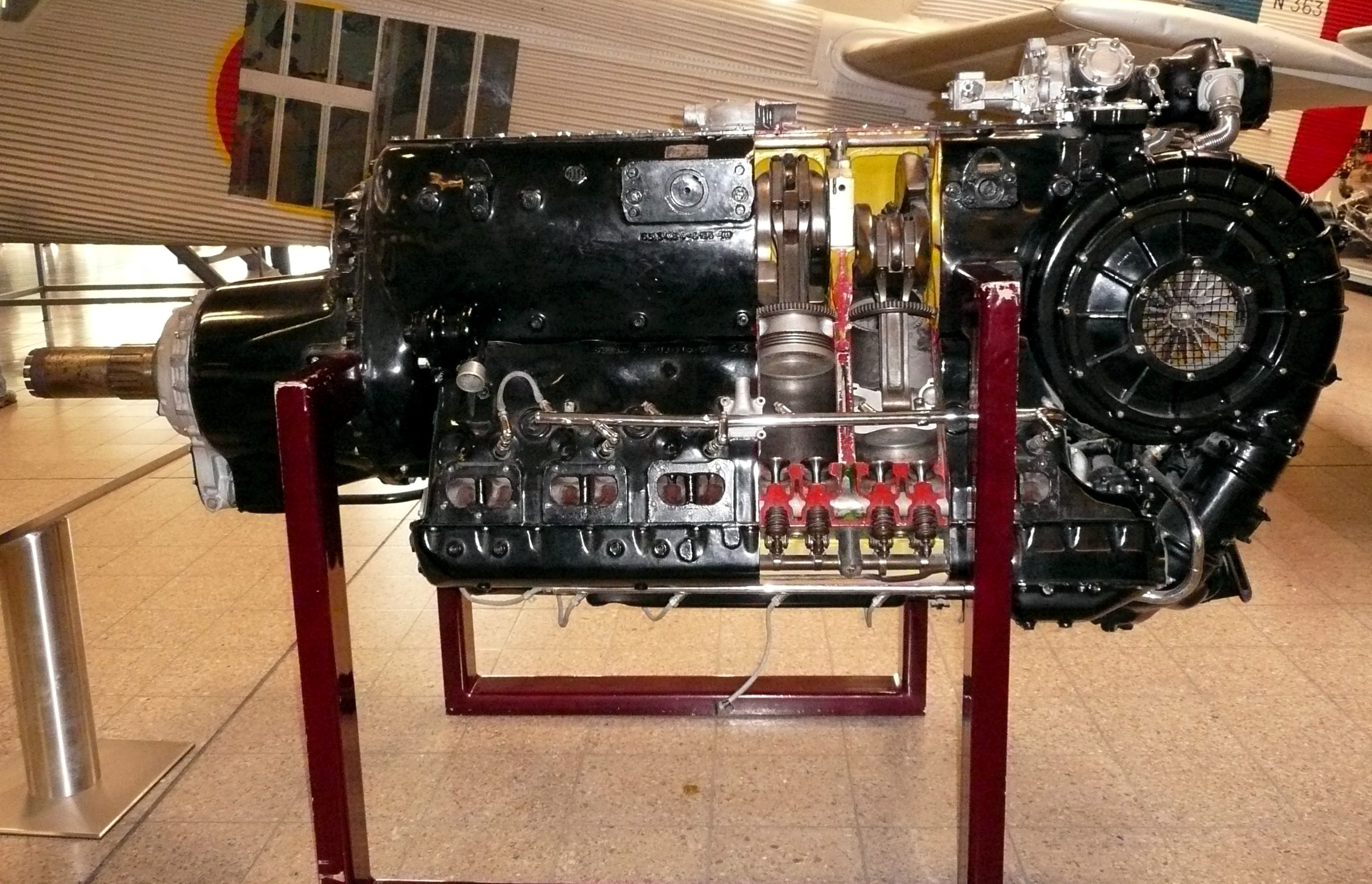
DB 603E. Праворуч (вид на фото) турбокомпресор, колінчастий вал зверху

Силовою установкою для BV 238 слугували шість поршневих двигунів Daimler-Benz DB 603G зі збільшеним ступенем стиснення і високошвидкісним нагнітачем. Тиск в циліндрах був різним через розташування на лівій стороні двигуна турбокомпресора. Двигуни серії 603 розроблено німецькою компанією Daimler-Benz під час Другої світової війни. Виробництво розпочалося в травні 1942. DB 603 призначався для використання в літаках дальнього радіуса дії. Попередньою моделлю був DB 601, який в свою чергу, був модернізацією двигуна DB 600. Daimler-Benz DB 603 було встановлено на декількох інших німецьких літаках, у тому числі Do 217 Н&М, Do 335, He 219, Me 410 і Та 152c.
Технічні характеристики двигуна
- Тип двигуна — поршневий
- Кількість циліндрів — 12
- Конфігурація Λ-подібна, 60°, перевернутий, тобто колінчастий вал знаходився зверху
- Система прямого вприскування палива
- Охолодження — рідинне
- Потужність злітна (максимальна) — 1900 к. с. (1397 кВт) при 2700 об/хв. на рівні моря
- Потужність робоча — 1560 к. с. (1147 кВт) при 2500 об/хв. на рівні моря
- Чотири клапана (два впускних і два випускних клапана на циліндр)

## Озброєння
На час експлуатації BV 238 озброєння було відсутнє, але планувалося встановити дві 20 мм гармати MG 151 з боєкомплектом 2800 пострілів та вісім 13 мм кулеметів MG 131. Також розглядався варіант використання як бомбардувальника з 9000 кг бомбового навантаження, з можливістю розміщення під крилами авіаційних бомб, або торпед.

### Шестимоторні літаки Німеччині
- Blohm & Voss BV 222 Wiking — летючий човен, важкий транспортний та морський патрульний
- Junkers Ju 390 — важкий транспортний, морський патрульний та дальній бомбардувальник
- Messerschmitt Me 323 Gigant — важкий транспортний